# علاج إعادة التروية
إعادة التروية علاج طبي لاستعادة تدفق الدم عبر فتح الشريان المسدود أو عبر تحويلة تتجاوز منطقة الانسداد، عادة ما يكون هذا العلاج مطلوبًا بعد احتشاء عضلة القلب (بسب انسداد أحد الشرايين الإكليلية). تشمل إعادة التروية: الجراحة والعلاج الدوائي، أهم الأدوية التي تستخدم في هذا المجال هي الأدوية الحالة للخثرة وحالات الفبرين. قد تكون العمليات الجراحية التي تجرى لإعادة التروية عبارة عن إجراءات بسيطة داخل الأوعية الدموية مثل التداخل على الشرايين الإكليلية عبر الجلد، أو عمليات جراحية كبيرة مثل جراحة المجازة الإكليلية.
تكون إعادة التروية ضرورية في حال حدوث احتشاء عضلة قلبية مع دلائل مؤكدة على تخطيط القلب الكهربائي، أما إذا كان تخطيط القلب طبيعي، فنكون إما أمام احتشاء عضلة قلبية دون تغيرات تخطيطية أو ذبحة قلبية غير مستقرة، ولا تستخدم حالات الخثرة في هذه الحالة بسبب عدم وجود فائدة واضحة من استخدامها، وإذا ظلت الحالة السريرية مستقرة يمكن إجراء اختبار جهد القلب، وإذا لزم الأمر يمكن اللجوء لعلاجات إعادة التروية في وقت لاحق لاستعادة تدفق الدم الطبيعي، أما إذا أصبح تدفق الدم للقلب غير مستقر، يجب إجراء توسيع الشريان المسدود بشكل مستعجل، ويُمنع استخدام حالات الخثرة.
أظهرت الدراسات أن 10% من حالات احتشاء العضلة القلبية المترافقة مع تغيرات تخطيطية لا يحدث فيها تموُّت في العضلة القلبية، ويمكن استعادة التروية الدموية دون حدوث أي أذية في العضلة القلبية في 25% من حالات الاحتشاء التي تعالج بشكل ناجح خلال أول ساعة من ظهور الأعراض.

## حالات الخثرة

### احتشاء العضلة القلبية
يمكن استخدام حالَّات الخثرة لعلاج احتشاء العضلة القلبية المترافق مع تبدلات تخطيطية خلال أول 12 ساعة من ظهور الأعراض، وكان الشخص مؤهلاً بناءً على معايير محددة، ولا يمكن إجراء قثطرة قلبية إسعافية. يكون العلاج بحالات الخثرة أكثر فعالية في أول ساعتين من ظهور الأعراض، أما بعد 12 ساعة فإن خطر حدوث نزف دماغي بسبب العلاج أكبر من الفوائد المتوقعة. يحدث تموت غير عكوس في العضلة القلبية خلال 2 – 4 ساعات من الاحتشاء، ولذلك هناك فترة زمنية محدودة للعلاج بحالات الخثرة.
يُمنع استخدام الأدوية الحالة للخثرة في علاج الذبحة القلبية غير المستقرة واحتشاء العضلة القلبية غير المترافق مع تبدلات تخطيطية، وعند المرضى الذين يعانون من صدمة قلبية.
لا يوجد دواء مثالي لحلِّ الخثرات، ولكن من الناحية النظرية يجب أن تتوافر المعايير التالية في الدواء الذي يستخدم لحل الخثرات:
- يمكن حقنه بسرعة وبشكل ثابت مستمر.
- يكون موجهًا للخثرات الحديثة فقط.
- يمكن إعطاؤه بسرعة وسهولة.
- لا يحمل خطرًا كبيرًا لحدوث نزف دماغي أو نزف جهازي.
- ليس له مستضدات في الدم.
- لا يملك تأثيرات سلبية على الدورة الدموية.
- ليس له تفاعلات دوائية مهمة سريريًا.
- تكلفة مقبولة

تشمل حالات الخثرة المتوفرة حاليًا: ستربتوكيناز ويوروكيناز وألتيبلاز، وفي الآونة الأخيرة ظهرت حالات خثرة تشبه ألتيبلاز مثل: ريتيبلاز وتينيكتيبلاز، وتتميز هذه الأدوية الحديثة بفعالية أكبر وتأثيرات جانبية أقل. يعتمد اختيار حال الخثرة المناسب على عمر المريض ورأي الطبيب المختص. قد يكون من المفيد أيضًا استخدام مميعات إضافية مثل الهيبارين أو الهيبارين منخفض الوزن الجزيئي (كليكسان) عند تطبيق حالَّات الخثرة. يهدف استخدام الهيبارين مع ألتيبلاز للحفاظ على الشريان الإكليلي مفتوحًا، أما عند استخدام الستربتوكيناز فإن استخدام الهيبارين أقل أهمية.

### معدلات الفشل
إنَّ العلاج بحالات الخثرة لإعادة التروية في حالات احتشاء العضلة القلبية ليس فعالًا دائمًا. تعتمد درجة فعالية العامل الحال للخثرة على الوقت الذي مرَّ على بدء احتشاء العضلة القلبية، وتتحقق أفضل النتائج إذا استخدمت حالات الخثرة في غضون ساعتين من ظهور الأعراض. يمكن أن تصل معدلات فشل حالات الخثرة إلى 50%، وفي حال فشل حالات الخثرة في فتح الشريان الإكليلي الذي سبَّب الاحتشاء، يجب مراقبة المريض بدقة، ويمكن إعادة استخدام حالات الخثرة أو إجراء توسيع الشريان الإكليلي عن طريق الجلد، وتكون الاختلاطات والتأثيرات الجانبية وعلى رأسها النزف أعلى بكثير عند اللجوء لهذه الطريقة، مقارنة باستخدام توسيع الشريان الإكليلي عن طريق الجلد بمفرده دون المشاركة مع الأدوية الحالة للخثرة.

### التأثيرات الجانبية
يعتبر النزف الدماغي والسكتة الدماغية اللاحقة من الآثار الجانبية الخطيرة لاستخدام حالات الخثرة. تشمل عوامل الخطورة للإصابة بالنزف الدماغي حدوث نوبات سابقة من النزف الدماغي، والتقدم بالعمر، ونوع الدواء الحال للخثرة المستخدم، ويصل معدل حدوث النزف الدماغي بعد استخدام الأدوية الحالة للخثرة 0.5 – 1%.

## قثطرة الشريان الإكليلي
لقد أصبحت فائدة توسيع الشريان الإكليلي الإسعافي في حالات احتشاء العضلة القلبية الحاد مؤكدة اليوم وراسخة في الاستخدام السريري، وعندما تجرى القثطرة بسرعة فإن عملية التوسيع الوعائي تستعيد تدفق الدم في الشريان المسدود في أكثر من 95% من الحالات مقارنة بمعدل نجاح لا يتجاوز 65% عند استخدام الأدوية الحالة للخثرة. يبدو أن العقبات اللوجستية والمالية تعرقل تطبيق قثطرة الشريان الإكليلي على نطاق واسع، ورغم هذه العقبات فإنَّ توسيع الشريان الإكليلي المسدود الفوري هو الحل المثالي لإعادة التروية للعضلة القلبية، ويفضل إجراء ذلك خلال 90 دقيقة من ظهور الأعراض، ولكن عددًا محدودًا من المستشفيات يمكنها توفير قثطرة قلبية في غضون 90 دقيقة حتى في أكثر الدول تطورًا، ما دفع الكلية الأمريكية لأمراض القلب لإطلاق مبادرة وطنية في نوفمبر 2006 لتوفير القثطرة القلبية على نطاق واسع وبسرعة، وقد انضم إليها أكثر من 800 مستشفى بحلول 16 مارس 2007.
تؤكد التوصيات الحالية في الولايات المتحدة على إجراء عمليات القثطرة القلبية لتوسيع الأوعية الإكليلية في المستشفيات التي تتوفر فيها جراحة قلب مفتوح إسعافية في حال حدوث أي اختلاطات مهمة أثناء القثطرة، ولكن هذا ليس هو الحال في أجزاء أخرى من العالم.
يتضمن إجراء القثطرة القلبية تصوير الأوعية الإكليلية لتحديد موقع الوعاء المسدود الذي سبب الاحتشاء، ومن ثم توسيع الوعاء المسدود بالبالون، ووضع دعامة (شبكة) داخل منطقة التضيق في الشريان الإكليلي، ويمكن استخدام القثطرة أيضًا لمحاولة سحب وإزالة الجلطة قبل توسيع الوعاء المتضيق بالبالون، وقد أظهرت الدراسات أنَّ استخدام الدعامات (الشبكات) على نطاق واسع سبب انخفاض معدلات عودة التضيق مقارنةً بتوسيع الوعاء بالبالون. يشمل العلاج المساعد الذي يستخدم أثناء تسيع الوعاء المتضيق بالبالون الهيبارين الوريدي والأسبرين والكلوبيدوغريل.

## جراحة المجازة الإكليلية
تعتبر جراحة المجازة الإكليلية الإسعافية لعلاج احتشاء العضلة القلبية الحاد أقل شيوعًا من القثطرة القلبية أو العلاج بحالات الخثرة، وقد أظهرت الدراسات التي أجريت من عام 1995 إلى عام 2004 ارتفاع النسبة المئوية للأشخاص الذين يعانون من الصدمة القلبية الذين عولجوا بالقثطرة القلبية من 27.4% إلى 54.4%.
تُجرى المجازة الإكليلية الإسعافية أيضًا لعلاج المضاعفات الميكانيكية التي قد يسببها الاحتشاء مثل تمزق العضلات الحليمية أو عيب الحاجز البطيني، مع ما يترتب على ذلك من صدمة قلبية، وفي احتشاء عضلة القلب غير المصحوب بمضاعفات، يمكن أن يكون معدل الوفيات مرتفعًا عند إجراء الجراحة فور حدوث الاحتشاء.